# Nördlicher Kanarenskink
Der Nördliche Kanarenskink (Chalcides viridanus) ist eine Echsenart aus der Familie der Skinke.

## Merkmale
Die Kopf-Rumpf-Länge beträgt bis 8,9 Zentimeter, die Gesamtlänge meist bis 15, selten bis 18 Zentimeter. Der Kopf ist klein und setzt sich nur wenig vom Körper ab. Die Körperform ist zylindrisch, der Körperquerschnitt ist rund. Die vier Beine sind kräftig und weisen je 5 Zehen auf. Die Art hat ein rundlich bis ovales und großes Trommelfell. Der Rücken ist olivbraun oder kupfern bis golden gefärbt, er kann manchmal aber auch sehr dunkel oder beinahe schwarz sein. Weiters hat der Rücken einen an die Blindschleiche (Anguis fragilis) erinnernden Schuppenglanz. Kleine helle Flecke sind auf dem Rücken in mehreren Längsreihen geordnet. Diese Flecke weisen oft einen schwarzen Rand auf. Kehle, Körperseiten und in der Regel auch der Bauch sind schwarz. Es kommen aber auch Exemplare mit grauem Bauch vor. Zwischen Männchen und Weibchen gibt es kaum Unterschiede. Die Schwänze von Jungtieren sind auffällig hellblau bis türkis. Auch bei adulten Tieren aus dem Süden Teneriffas sind die Schwänze derart gefärbt, während sie bei Tieren aus dem Norden dunkel sind.

## Vorkommen

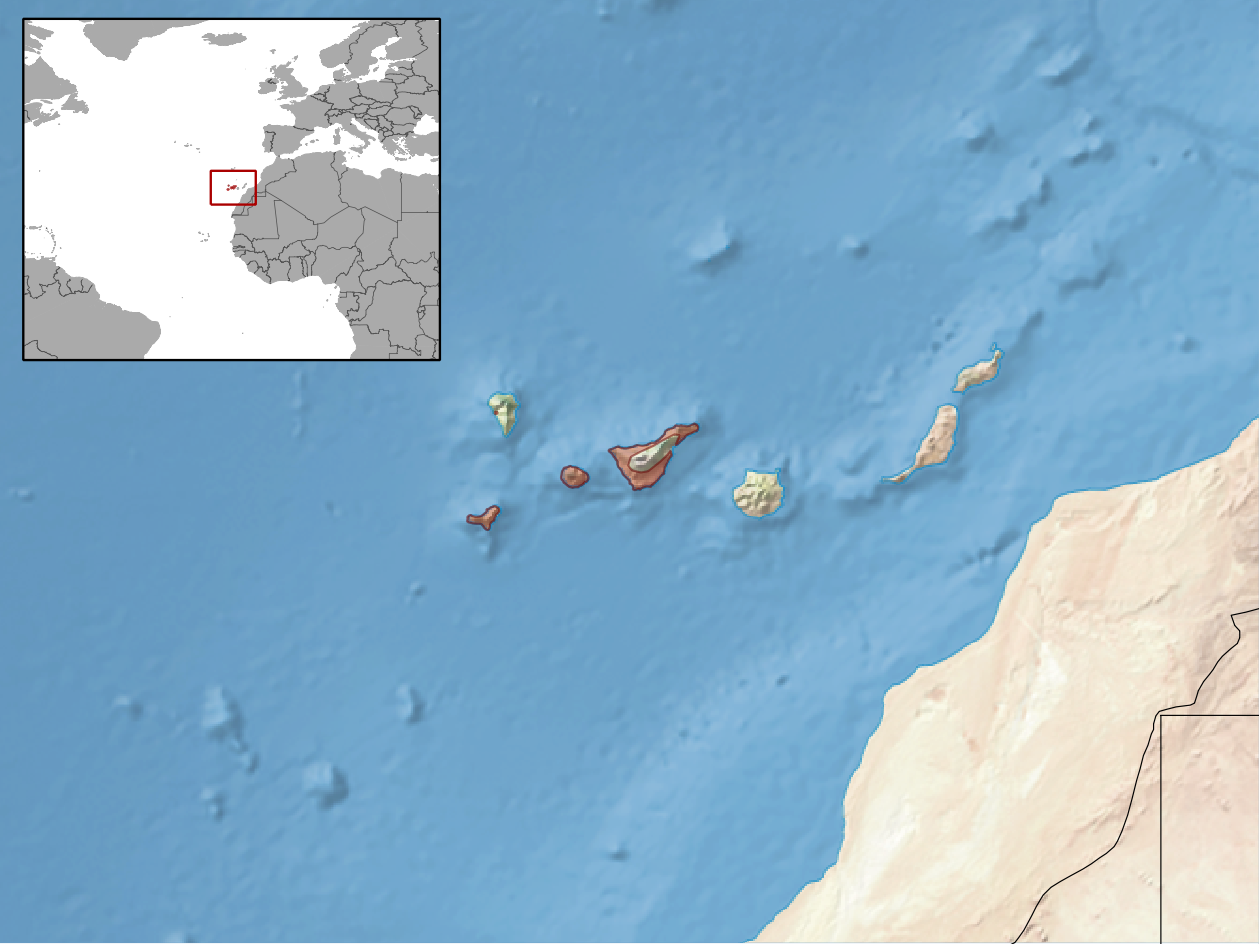
Verbreitungsgebiet des Nördlichen und Südlichen Kanarenskinks

Der Nördliche Kanarenskink ist auf der Kanaren-Insel Teneriffa sowie den nördlich gelegenen kleinen Felseilanden Roque de Garachico, Roque Dentro de Anaga und Roque Fuera de Anaga endemisch. Die Art ist von Meereshöhe bis in Höhenlagen von 2300 Meter NN anzutreffen. Es gibt auch eine Fundmeldung aus 2800 Meter Höhe, welche allerdings angezweifelt wird. Meist lebt der Nördliche Kanarenskink in tieferen bis mittleren Lagen unter 1200 Meter. Lebensräume der Art sind offen und halboffen, besonnt und bieten gute Möglichkeiten zum Verstecken. Es werden beispielsweise begraste und leicht verbuschte Hänge, unverfugte Mauern, Felder, Bananenplantagen und sogar Gärten und Parks innerhalb von Städten besiedelt. Gemieden werden dagegen die geschlossenen Kiefern- und Lorbeerwälder.

## Lebensweise
Die Fortpflanzungszeit reicht von April bis September. Die Kopulation dauert ungefähr 10 bis 15 Sekunden. Ab Juli bringen die Weibchen 2 bis 5 Jungtiere zur Welt. Zur langsamen Fortbewegung und zum Klettern setzt die Art ihre Beine ein, bei rascher Flucht jedoch bewegt sie sich schlängelnd fort während die Beine an den Körper angelegt sind. Der Nördliche Kanarenskink ernährt sich vor allem von verschiedenen Gliederfüßern und deren Larven, zum Beispiel Asseln, Tausendfüßern, Spinnen und Insekten wie Wanzen, Käfern oder Raupen von Schmetterlingen. Vermutlich fressen die Tiere daneben auch pflanzliche Kost wie beispielsweise reife Früchte. Als Fressfeinde sind Turmfalke (Falco tinnunculus ssp. canariensis), Kolkrabe (Corvus corax ssp. canariensis) und Hauskatzen bekannt.

## Systematik
Früher wurden die beiden Unterarten Chalcides viridanus ssp. viridianus und Chalcides viridanus ssp. coeruleopunctatus unterschieden. Aufgrund genetischer Untersuchungen wurde letztere kürzlich als Südlicher Kanarenskink (Chalcides coeruleopunctatus) in den Artrang erhoben. 